# 囊重牙鯛
囊重牙鯛為輻鰭魚綱鱸形目鱸亞目鯛科的其中一種，分布於東南大西洋的阿森松岛海域，體長可達22公分，棲息在中底層水域。